# Шалфеев, Пётр Иванович
Пётр Иванович Шалфеев (1829—1862) — профессор Санкт-Петербургской духовной академии, духовный писатель.

## Биография
Родился в 1829 году в Великих Луках в семье дьячка, впоследствии священника. Отец, научив сына читать и писать, отправил его в Великолуцкое духовное училище, после которого обучение продолжалось в Псковской духовной семинарии. В 1851 году, по положительным отзывам бывшего ректора семинарии Антония, Шалфеев был направлен в Санкт-Петербургскую духовную академию.

Окончив академию в 1855 году магистром, он стал при ней бакалавром по кафедре патристики. Активно изучал творения Св. отцов церкви и в течение семи лет добросовестно трудился над своим предметом. Прекрасно владея греческим языком, занимался переводами творений св. Отцов и византийских историков. Плодом его исследований стали академические лекции, о которых с уважением отзывались его ученики. Некоторые из них, в виде отдельных статей, были помещены в издающемся при Академии журнале «Христианское чтение» («Святый Киприан, епископ карфагенский, как поборник единства церкви». — 1858; «Общий обзор отеческой письменности в IV и V вв.». — 1860; «О монашестве против протестантов». — 1860; «Св. Григорий Богослов, как учитель веры». — 1861; «Св. Исаак Сирин». — 1861). В статье «Христианство и прогресс» («Христианское чтение». — 1861; затем была издана отдельно: СПб.: тип. Деп. уделов, 1861. — [4], 51 с.) он писал:
Прогресс, в смысле постоянного развития человечества, стремления его к совершенству, не противоречит христианству и очень желателен.
Больше года он трудился над переводом и редактированием «Римской истории», опубликованной в 1862 году. Также Шалфеев активно занимался философскими науками и даже выработал свой собственный христианский взгляд на философию.
Скончался 26 июня (8 июля) 1862 года. Был похоронен на Смоленском православном кладбище (могила утрачена). За месяц до его смерти Министерство народного просвещения издало указ о направлении  Шалфеева за границу на три года для подготовки к занятию философской кафедры. Он также намеревался принять деятельное участие в издании журнала «Дух Христианина», для которого написал две статьи: «Мысли о православии» и «Дух и плоть».